# James Hype
James Edward Lee Marsland (født 26. november 1989), kendt som James Hype, er en engelsk DJ, producer og remixer. Han er kendt for sin hitsang "Ferrari" som udkom i 2022.

## Diskografi

### Singler
| Titel                                                                             | År   | Højeste hitlisteplacring | Højeste hitlisteplacring | Højeste hitlisteplacring | Højeste hitlisteplacring | Højeste hitlisteplacring | Højeste hitlisteplacring | Højeste hitlisteplacring | Højeste hitlisteplacring | Højeste hitlisteplacring | Certificeringer  |
| Titel                                                                             | År   | UK                       | AUT                      | BEL                      | FRA                      | GER                      | IRE                      | NLD                      | SWI                      | WW                       | Certificeringer  |
| --------------------------------------------------------------------------------- | ---- | ------------------------ | ------------------------ | ------------------------ | ------------------------ | ------------------------ | ------------------------ | ------------------------ | ------------------------ | ------------------------ | ---------------- |
| "More than Friends" (featuring Kelli-Leigh)                                       | 2017 | 8                        | 26                       | 12                       | 140                      | 23                       | 20                       | —                        | 29                       | —                        | - BPI: Platinum  |
| "No Drama" (featuring Craig David)                                                | 2018 | —                        | —                        | —                        | —                        | —                        | —                        | —                        | —                        | —                        | - BPI: Silver    |
| "I Was Lovin' You" (featuring Dots Per Inch and Ayak)                             | 2019 | 92                       | —                        | —                        | —                        | —                        | —                        | —                        | —                        | —                        | - BPI: Silver    |
| "Afraid" (featuring Harlee)                                                       | 2020 | 79                       | —                        | —                        | —                        | —                        | 79                       | —                        | —                        | —                        | - BPI: Silver    |
| "Good Luck" (featuring Pia Mia)                                                   | 2021 | —                        | —                        | —                        | —                        | —                        | —                        | —                        | —                        | —                        |                  |
| "Ferrari" (with DJ Uldy)                                                          | 2022 | 7                        | 4                        | 1                        | 181                      | 4                        | 8                        | 1                        | 2                        | 43                       | - IFPI SWI: Gold |
| "—" denotes a recording that did not chart or was not released in that territory. |      |                          |                          |                          |                          |                          |                          |                          |                          |                          |                  |

### Remix
- 2021: Felix Jaehn og Robin Schulz featuring Georgia Ku – "I Got a Feeling" (James Hype Remix)